# Брадан (птица)
Брадан или орао брадан или костоберина (лат. Gypaetus barbatus) је врста лешинара. 

## Опис животиње
Мужјак је дуг до 113 центиметара. Распон крила му је до 270 центиметара, а женка је нешто већа. Глава дуга, спреда спљоштена, са равним кљуном, који је на крају нагло савијен. Ноздрве су обрасле чекињама, које изгледају као брада, по чему је и добио своје име. Ноге су до прстију обрасле перјем. Леђа су црнкаста док је доња страна тела жућкаста.

## Исхрана
Лови стоку и дивокозе и то тако што их бије крилима док лети и нагони у провалију. Када улови корњачу, са висине је баци на камен да би јој пукао оклоп. Храни се и лешинама и костима угинулих животиња.

## Ареал и станиште
Насељава сва три јужноевропска полуострва и била је највећа птица у Србији, али је данас више нема. Последња женка која се гнездила у Македонији је отрована 1985. године. Гнезда гради на неприступачним стенама од грања, сувих остатака биљака и длака. Женка снесе од једног до два бела јајета са црвеним пегама тешка 250 g на којима лежи 40 дана.
- Gypaetus barbatus aureus
- Gypaetus barbatus hemachalanus